# 木村奈保子
木村 奈保子（きむら なほこ、1955年1月11日 - ）は、映画評論家、著述家、実業家。ヒーロー・インターナショナル株式会社代表取締役。元中部日本放送アナウンサー。木村奈保子事務所所属。血液型O型。
かつては淀川長治、高島忠夫、荻昌弘、水野晴郎などと共にテレビのゴールデンタイム枠の映画番組で映画解説者を務めた。17年間解説を担当した『木曜洋画劇場』（テレビ東京系）では「あなたのハートには、何が残りましたか?」というキャッチフレーズを用いた。

## プロフィール
兵庫県神戸市生まれ。京都外国語大学外国語学部英米語学科を卒業後、中部日本放送にアナウンサーとして入社。同期に入社した女子アナウンサーには、地元局の毎日放送を経て、のちに歌手のASKAの妻になった八島洋子がいる。CBCテレビの報道番組『CBCニュースワイド』のサブキャスターやラジオクイズ番組「バイバイ・クイズ720」などを担当。2年半で、中部日本放送を退社。その後、映画研究に没頭し、各国映画祭に出席しながらキネマ旬報や朝日新聞に出稿し物書きとして再スタートする。自分の構成原稿で、サンテレビ、関西テレビ、テレビ東京などで映画評論番組を担当。
日本テレビの映画新作解説番組『シネ・バラエティ』を自ら制作を兼ねて出演。その後、いくつかの映画を題材にしたテレビ特番を企画・制作する。そのうちの一本を見たテレビ東京プロデューサー石川博から、ゴールデンタイム枠『木曜洋画劇場』映画解説者出演のアプローチを受ける。同時に、ビデオ映画の予告編製作、男性ファッションの映像作品（日本ビクター）なども企画・制作する。ロバート・レッドフォードのサンダンス映画祭を撮影するプロジェクトや、ニューヨークガイドビデオなど海外ものも手がける。
映画評論の処女作『バナナをつけた女たち』（KKベストセラーズ）が文化人類学のジャンルに収められ、欧米映画と人権運動についての研究を展開する。著書は映画に限らず、『セクシャルウェポン』（講談社）、『男を叱る』（近代文芸社）などにわたる。
また、2003年から映画音楽のライブコンサートを自らボーカルや打楽器で参加しながら数々主宰公演し、2007年の東京国際映画祭では六本木アリーナイベントのワンマンライブを敢行。その間の2004年には、神戸を本社に置く父親の貿易業、ヒーローインターナショナル株式会社を継ぎ、音楽家のためのケースバッグ「NAHOK」（ナホック）ブランドを立ち上げ、バッグデザイナーとして活動。日本製楽器ケースブランド開発により、欧米アジアへ海外進出も果たしている。
2008年から、「スター・チャンネル BSハイビジョン」のメイン解説者に就任。毎週土・日曜日のゴールデンタイムにて、映画解説に復帰。また2012年には、マイケル・ジャクソンとモーツァルトをモチーフにしたダンスミュージカルの舞台演出、制作を担当した。

## 著作
- 「男を読む映画 -いい男は映画のなかで作られる」（リバティ書房）
- 「男を叱る -A Good Scolding For Man with Love- 」（近代文藝社）
- 「女を読む映画 -愛されるばかりが人生じゃない-」（近代文藝社）
- 「木村奈保子流キョーフの愛し方」（ヤマハミュージックメディア）
- 「男性にストレスを感じた時に読む本」（KKベストセラーズ）
- 「セクシャル・ウェポン/それは愛ですか、武器ですか?」（講談社）
- 「スリリングな男たち」（大栄出版）
- 「エキサイティングな女たち」（大栄出版）
- 「ハナモクしてますか?/あなたのハートにちょっとだけシネマ」（八曜社）
- 「バナナをつけた女たち/性が変わる、愛が変わる、映画が変わる」（KKベストセラーズ）

## 出版、プロデュース
- 高橋兄弟 in NEW YORK（写真集・ファッション本、制作）
- 恋愛セラピー（医学エッセイ・心理治療本、フローラル出版、監訳・プロデュース）
- LOOKING　FOR　MM（ダンスミュージカル・舞台、演出・制作）

## 映像企画・演出・プロデュース作品
テレビ番組制作
- シネ・バラエティ（日本テレビ、制作・出演）

以下は映画メイキング特別番組
- 嵐を呼ぶ青春/ビーバップハイスクール（日本テレビ、制作・出演）
- 離婚する女、しない女?（日本テレビ、制作・出演）
- 走り続ける女たち（日本テレビ、制作・出演）
- 夏休みばくはつムービーシャコ VS タコススペシャル（日本テレビ、制作・出演）
- なんぱーらんど/軟派も硬派もみるテレビ（テレビ東京、制作・出演）ほか

ビデオ、映画プロモーション映像制作
- 映画ハイライトシーン・スペシャルディスク（日本ビクター）
- ロバート・レッドフォード主催 U.S.フィルム・フェスティバル・イン東京'89（西友、出演も）
- ハリウッドエキスプレス 新作情報（コロンビアビデオ、出演も）

ファッション・映像マガジン制作
- メンズズタイリング・ビデオ「ビー・ダッシュ」（日本ビクター）
- メンズ・ファッション&トレンド・ビデオマガジン「Dig men（ディグ・メン）」創刊号、2号（日本ビクター）

ビデオ、トラベルガイド制作
- 「NEW YORK ガイド」（日本ビクター）

テレビ出演
- 木曜洋画劇場（1987年10月8日 - 2003年3月27日、テレビ東京）
- 一枚の写真（1990年3月14日、フジテレビ）